# 馬修斯·丹塔斯
鄧達思（Matheus de Jesus Dantas，1998年9月5日—），生於巴西，巴西足球運動員，司職後衛，現時效力香港超級聯賽球會傑志。

## 球員生涯

### 早年
鄧達思出生於格蘭德營，並於2013年加入聖保羅青年隊。 2016年7月，他十字韌帶斷裂，缺席比賽七個月。 2017年，他因膝蓋受傷而缺席比賽。他在青年隊中不斷進步，後來成為 20 歲以下球隊的隊長。

### 法林明高
2018年1月17日，鄧達思在卡里奧卡聯賽 2-0 戰勝沃爾塔雷東達的比賽中後備入替，職業生涯首度登場。 5月2日，他的合約延長至2019年12月31日。
2020年7月21日，法倫斯以免費轉會的方式從法林明高簽下了鄧達思。但由於體檢未通過而轉會沒有發生

### 奧斯迪
2020年8月20日，鄧達思與奧斯迪簽約至2023年12月

### 克西洛廷布
2021年6月26日，鄧達思與葡萄牙第二聯賽球隊克西洛廷布簽訂了為期兩年的合約。

### 傑志
2024年10月15日，鄧達思加盟香港超級聯賽球隊傑志。
2024年10月19日，鄧達思在對陣大埔的比賽中首次上陣。

## 榮譽
法林明高
- 巴西足球甲級聯賽 : 冠軍： 2019
- 南美自由盃 : 冠軍：2019
- 南美超級盃: 冠軍：2020
- 巴西超級盃: 冠軍：2020
- 里約熱內盧州聯賽: 冠軍：2019,2020

## 外部連結
- 香港足球總會網頁球員註冊資料 （页面存档备份，存于）

Category:足球運動員
Category:足球後衛
Category:港超球員
Category:傑志球員